# Alfred Harrison Joy
Alfred Harrison Joy (23 de septiembre de 1882, Greenville, Illinois – 18 de abril de 1973, Pasadena, California) fue un astrónomo estadounidense, conocido por su trabajo en distancias estelares, en el movimiento radial de las estrellas, y en estrellas variables.

## Primeros años
Joy nació en Greenville (Illinois), hijo de F.P. Joy, un importante comerciante de ropa de Greenville, alcalde durante un tiempo de la ciudad. Obtuvo su graduación en la Universidad de Greenville en 1903 y su maestría en el Oberlin College al año siguiente.

## Carrera
Después de graduarse, comenzó a trabajar en el Colegio Protestante Sirio de la Universidad Americana de Beirut  como profesor de astronomía y director del observatorio. Se vio obligado a regresar a los EE. UU. en 1915 debido a la Primera Guerra Mundial.
Ya en los Estados Unidos, se incorporó al Observatorio del Monte Wilson, donde permaneció desde 1915 hasta 1952. Allí constató con sus colaboradores el tipo espectral, la magnitud absoluta, y la distancia de más de 5000 estrellas. Joy también descubrió el tipo de estrellas T-Tauri. Estudió el efecto Doppler en las líneas espectrales de estrellas para determinar sus velocidades radiales, deduciendo las dimensiones absolutas, las masas, y los elementos orbitales de algunas estrellas concretas. Ganó la Medalla Bruce en 1950.
Fue presidente de la Sociedad Astronómica del Pacífico en 1931 y 1939.

## Eponimia
- El cráter lunar Joy lleva este nombre en su memoria.